# Cannonball
 Cannonball és una pel·lícula estatunidenca dirigida per Paul Bartel, estrenada el 1976. El nom de la pel·lícula i la trama està inspirada per Erwin George Baker (1882-1960), que va viatjar a través dels EUA unes quantes vegades, i pel Cannonball Baker Sea-To-Shining-Sea Memorial Trophy Dash, una cursa il·legal organitzada per Brock Yates per protestar contra el límit de velocitat a 55 MPH.

## Argument
El Trans-America Grand Prix és una cursa il·legal celebrada tots els anys entre Los Angeles, Califòrnia i la Ciutat de Nova York. Alliberat fa poc de la presó, on estava per matar una noia mentre conduïa borratxo, el corredor de curses Coy "Cannonball" Buckman (David Carradine) espera guanyar la cursa. L'equip Modern Motors li han promès un contracte o a ell o al seu gran rival Cade Redmond (Bill McKinney) que és també a la cursa - el contracte anirà a qui guanyi dels dos. Coy és encara en llibertat condicional vigilada i quan el seu oficial de la condicional, Linda Maxwell (Veronica Hamel), amb qui està tenint un afer, descobreix que estarà creuant fronteres estatals i violant la seva condicional, intenta aturar-lo, però finalment l'acompanyarà en la cursa.

## Repartiment
- David Carradine: Coy 'Cannonball' Buckman
- Sylvester Stallone Mafiós (cameo)
- Bill McKinney: Cade Redman
- Veronica Hamel: Linda Maxwell
- Gerrit Graham: Perman Waters
- Robert Carradine: Jim Crandell
- Belinda Balaski: Maryann
- Judy Canova: Sharma Capri
- Archie Hahn: Zippo Friedman
- Carl Gottlieb: Terry McMillan
- Mary Woronov: Sandy Harris, una de les noies del furgó
- Diana Lee Hart: Wendy, una de les noies del furgó
- Glynn Rubin: Ginny, una de les noies del furgó
- James Keach: Wolf Messer
- Dick Miller: Bennie Buckman
- Stanley Bennett Clay: Beutell
- Martin Scorsese (cameo)

## Al voltant de la pel·lícula
- El rodatge s'ha desenvolupat a La Crescenta-Montrose, Los Angeles, Nova York i Santa Monica.
- De la mateixa manera que el director i el guionista apareixen respectivament en els papers de Lester Marks i l'ajudant del representant del ministeri públic, interpretat pel productor Roger Corman, diverses personalitats del cinema fan petits cameos, com Sylvester Stallone i Martin Scorsese en el paper de dos mafiosos o Joe Dante en el de Kid.